# Jagoda Truhelka
Jagoda Truhelka (Eszék, 1864. február 5. – Zágráb, 1957. december 17.) horvát pedagógus, gyermek és ifjúsági író.

## Élete
Apja, Antun Vjenceslav Truhelka szintén tanár volt, aki 1854-ben Csehországból érkezett Horvátországba, és nagy hatással volt későbbi életére. Tőle örökölte a munkaszeretetet, a tudásvágyat, és a munkában való kitartást. Anyja, Mária egy magyarországi német családból származott, aki a rendszeretetet, pontosságot és rendezettséget adta a számára. A harmadik személy, aki láthatóan befolyásolta Jagoda Truhelka életének és munkásságának irányát, tanárnője, Magdalena Šrepl volt, aki segítette őt a népi irodalom megismerésében. Jagoda lelki fejlődésében a legmaradandóbb és legmélyebb nyomot mégis Stjepan Masper eszéki plébános hagyta. Befolyása nagyon fontos volt a szellemének formálásában.
14 évesen egy hosszan tartó betegség kötötte ágyhoz, amely apja halálát is okozta. 1874-től Eszéken egy leányiskolában volt tanár, ezután betegsége miatt Zágrábba költözött, majd Gospićban kapott munkát. Gospići munkásságának híre Zágrábba is eljutott, és a zágrábi leány líceumban kapott tanári kinevezést, ami tulajdonképpen az eddigi eredményes munkájának jutalma volt. 1901-ben, 37 évesen a banja luka-i, majd később a szarajevói leánygimnázium igazgatójává nevezték ki. 1957-ben Zágrábban halt meg 93 éves korában.

## Munkássága

### Regényíróként
Az 1890-es évek elején a nőkről és a nemek közötti kapcsolatokról szóló novelláival rendszeres munkatársa volt a zágrábi „Vijenac” és a szarajevói „Nada” folyóiratoknak. Ezekben főleg az „a.m. sandučić” álnevet használta. Foglalkozott a nő témájával, jogaival, házassági normáival, társadalmi sztereotípiáival és egyéb etikai dilemmáival, horvát próza akkori hagyománya ugyanis idealizálta vagy démonizálta a nőket.
A paraszti és kispolgári asszony életéről, a patriarchális szokásjogú Szarajevóról és a régi Zágráb meghitt hangulatáról írt regényeket és novellákat. A horvát prózában eddig idealizált és démonizált nő után Truhelka volt az első, aki egy intellektuálisan felsőbbrendű női karakterrel foglalkozott. Ami Truhelka regényeinek művészi értékét illeti, a kritikusok egyetértenek abban, hogy prózáját impresszionisztikusan részletgazdag naturalizmus színesíti. Fontos meghatározó tényező a kiemelt téma az akció elejétől a végéig összefogja a regény egészét. Az előtérben egy olvasmányos szerelmi történet, amely a triviális történetmesélés stílusában játszódik.
Második történelmi regényében, a „Vojača”-ban (1899-ben a „Nada”-ban jelent meg regényként, folytatásokban) a boszniai múlt egy részletét dolgozta fel, leírva a 15. századi horvát nemesség köreiben Bosznia-Hercegovinában történt eseményeket. A feldolgozás során nagy részletgazdagságot használ, és így kimerítő történelmi és társadalmi hátteret nyújt. Az áltörténelmi stílus dinamikát, kalandos, szentimentális részleteket ad a regénynek, amelyben a legjobban a fő női szereplő van az előterébe hozva. A Vojačanak ez a hangsúlyos érzékenységű, szemlélődő és hanyag vitalizmusú karaktere tulajdonképpen az akkori nő prototípusa - egy antihősnő, akit addig nem láthatott a horvát irodalom. Irodalmi munkásságának legértékesebb része mégis a gyermekeknek szentelt könyvsorozat. Ivana Brlić-Mažuranić után ő volt a 20. század első felének legkiemelkedőbb gyermekírója. 

### Gyermekírói munkássága
Truhelka a legnagyobb elismerést a „Zlatni danci” című gyermekmeséivel szerezte, amelyekkel bekerült a horvát irodalom történetébe. A Zlatni danci egy trilógia, amely a következőkből áll: „Naslovne priče” (1918.), „Gospine trešnje” (1943.) és „Crni i bijeli dani” (1944). A mese a civil társadalom egyszerű családi légkörével foglalkozik. A cselekmény Eszéken játszódik. Sugárzik belőle a realizmus, a higgadt narratíva, amely megidézi a gyerekek mindennapjait, de lelkileg felnőve a világ megismerését is. A mű mérsékelt hazaszeretetet áraszt, vallási és erkölcsi tanításokkal. Truhelka képtelen egyenlő távolságot teremteni az élethivatás és a mese között, különösen azokban a meserészekben, amelyek túlnőnek a gyermekkoron, és alkalmazkodnak a felnőtt olvasóhoz. Néhol teljesen eltörlődik a határ a gyerekeknek szóló mese és a felnőtt olvasmány között. Más irodalmi műfajokhoz hasonlóan Truhelkát ebben a trilógiában is leginkább a női karakterek foglalkoztatják, részletesen, lélektanilag is nagyon sikeresen ábrázolja őket.

### Pedagógiai munkássága
A horvát nyelv iránti szeretetet már kora ifjúságában magába szívta, egész életében megőrizte, és központi helyet foglalt el a tanítói munkájában. Fiatal pedagógusként azt kérte, hogy a szülői házban is figyeljenek oda a helyes beszédre. A tanár beszédének érthetőnek kell lennie a gyermek számára, tehát ismernie kell fejlődési szakaszait. Truhelka mindenekelőtt azt kívánta a tanártól, hogy a tanulókban kialakuljon a horvát nyelv szeretete.
Gondolatai között meg kell említeni, hogy a kezdeti szakaszban a nyelvtant ki kell zárni, ugyanakkor nagyobb figyelmet kell fordítani a beszédre, az olvasásra, a szóbeli és írásbeli gyakorlatok állandó ellenőrzésére, a nyelvtanra pedig csak annyit, amennyit szükséges. Előnyben részesítette a hallgatást, az olvasásban pedig már az első év után is megkövetelte a logikus olvasást. Nagyobb figyelmet fordított az olvasnivaló kiválasztására. Úgy vélte, hogy a tankönyvnek kell annak az alapvető eszköznek lennie, amellyel az anyanyelv szellemét meg lehet érteni és át lehet venni.
Pedagógiai munkáiban kiemelt figyelmet szentel a tanári hivatásnak, akinek igazi nevelőnek kell lennie. Ez minden tanártól önmegfigyelést és önelemzést igényel. Az önelemzés pedagógiai munka kiindulópontja. Hangsúlyozta az önképzés és az önfegyelem fontosságát. Az önképzés és az önművelés más okból is fontosabb: „Sem a szó, sem a hang, sem a büntetés nem győzhet úgy, mint amennyire az akarat ereje győz, mellyel megszelídítetjük idegeinket és visszafogjuk szenvedélyeinket”. 
Az önképzés fontosságának hangsúlyozása, az indirekt módszerek, az egyéni gyermekszemlélet, a kölcsönös kommunikáció a meghatározói Truhelka didaktikai szemléletének. A modern didaktikában és pedagógiában ezt az alapelvet fogjuk megtalálni. Folyamatosan törekedett új ismeretekre, a pedagógiai gyakorlat korszerűsítésére, új tapasztalatok megszerzésére az idősebb kollégákkal való együttműködésben, valamint a külföldi oktatás módszereinek változásaiban. Folyamatosan vitt újításokat a munkájába, melyet folyamatosan áthatott kreativitás. Úgy gondolta, hogy a tanári szerep annyira fontos, hogy teljes mértékben ennek kell szentelnie magát, ezért úgy döntött, hogy egyedül él.
A kognitív elemek hangsúlyozása a tanításban Truhelka számára szükségszerűen formalizmushoz és túlzott intellektualizmushoz vezetett, amit ő leginkább kritizált. Munkáiban külön kiemelte a nevelés alapvető célját is: „Jó szívvel, készen kell állni másokon segíteni, felvidítani, ragaszkodni mindenhez, ami szép és nemes." A nevelés célját Truhelka az ókori filozófusoktól vette át, aki szerint az embert szeretettel, az igazság, a jóság és a szépség legfőbb eszményének megfelelően kell fejleszteni.

## Fő művei
- Tugomila (regény, 1894.)
- Naša djeca (novellák, 1896.)
- Vojača (történelmi regény, 1899.)
- U carstvu duše (prózai mű, 1910.)
- Zlatni danci (novellák, 1919.)[1]
- Božja ovčica (novellák, 1923.)
- Aničina lutka (játék gyermekeknek, 1928.)
- Bogorodične trešnje (novellák, 1929.)
- Dusi domaćeg ognjišta (novellák, 1930.)
- Palčićev kraljevski let (novella, 1932.)
- Zlatko (regény, 1934.)
- Zlatni danci (trilógia)
  - I. Naslovne priče (1918.),
  - II. Gospine trešnje (1943.)
  - III. Crni i bijeli dan (1944).
- Zlatni danci (gyűjtemény, 1969.)

## Fordítás
Ez a szócikk részben vagy egészben  a   Jagoda Truhelka című horvát Wikipédia-szócikk ezen változatának fordításán alapul.  Az eredeti cikk szerkesztőit annak laptörténete sorolja fel. Ez a jelzés csupán a megfogalmazás eredetét és a szerzői jogokat jelzi, nem szolgál a cikkben szereplő információk forrásmegjelöléseként.